# Кіноплакат
Кіноплакат - специфічний різновид рекламного плакату, завданням якого є рекламування, просування і популяризація кінофільмів. Його метою є відтворення образів,
створених кіномитцями.
Кіноплакат є окремим видом образотворчого мистецтва. Він синтезує та відображає ідею кінофільму і графічними засобами доносить її до глядача. Він не тільки повідомляє про вихід того чи іншого фільму, а й спонукає до певних асоціацій, до відчуття атмосфери кінотвору, його емоційного звучання. Функція кіноплакату не просто інформаційно-рекламна, вона повинна формувати художній смак глядачів.
Кіноплакат поєднує візуальну і текстову інформації, що надає можливість не лише отримати відомості про фільми, зокрема, їхній жанр, творців, але й побачити унікальні, оригінально виконані портретні зображення виконавців ролей.